# U.S. National Championships 1913
Gli U.S. National Championships 1913 (conosciuti oggi come US Open) sono stati la 33ª edizione degli U.S. National Championships e quarta prova stagionale dello Slam per il 1913. I tornei maschili si sono disputati al Newport Casino di Newport, quelli femminili e il doppio misto al Philadelphia Cricket Club di Filadelfia, negli Stati Uniti.
Il singolare maschile è stato vinto dallo statunitense Maurice McLoughlin, che si è imposto sul connazionale Richard Norris Williams in quattro set col punteggio di 6–4, 5–7, 6–3, 6–1. Il singolare femminile è stato vinto dalla statunitense Mary Browne, che ha battuto in finale la connazionale Dorothy Green. Nel doppio maschile si sono imposti Maurice McLoughlin e Tom Bundy. Nel doppio femminile hanno trionfato Mary Browne e Louise Riddell Williams. Nel doppio misto la vittoria è andata a Mary Browne, in coppia con Bill Tilden.

## Seniors

### Singolare maschile
Maurice McLoughlin ha battuto in finale  Richard Norris Williams con il punteggio di 6–4, 5–7, 6–3, 6–1.

### Singolare femminile
Mary Browne ha battuto in finale  Dorothy Green con il punteggio di 6–2, 7–5.

### Doppio maschile
Maurice McLoughlin /  Tom Bundy hanno battuto in finale  John Strachan /  Clarence Griffin con il punteggio di 6–4, 7–5, 6–1.

### Doppio femminile
Mary Browne /  Louise Riddell Williams hanno battuto in finale  Dorothy Green /  Edna Wildey con il punteggio di 12–10, 2–6, 6–3.

### Doppio misto
Mary Browne /  Bill Tilden hanno battuto in finale  Dorothy Green /  C.S. Rogers con il punteggio di 7–5, 7–5.